# KVK Eendracht Peizegem
VK Eendracht Peizegem (KVKE Peizegem) was een Belgische voetbalclub uit Peizegem. De club was aangesloten bij de KBVB met stamnummer 5159 en had geel en blauw als kleuren. Het eerste elftal van de club speelde laatst in de Derde Provinciale.

## Geschiedenis
De club sloot zich eind jaren 40 aan bij de Belgische Voetbal. Peizegem ging van start in de provinciale reeksen, en bleef er de volgende jaren spelen.
In 2016 werden de schulden echter te groot, en was de ploeg verplicht de handdoek in de ring te gooien. Na 68 jaar werd de club opgedoekt.